# Atlético de Rafaela
Atlético de Rafaela is een Argentijnse omnisportclub uit Rafaela waarvan de voetbalafdeling het bekendste is.
De club werd in 1907 opgericht als Club Atlético Argentino de Rafaela. In 1915 werd de naam Club Atlético de Rafaela en sinds 1988 opereert de club onder de huidige naam. De club speelde veertien jaar in de Primera B Nacional voor in 2003 voor het eerste de Primera División bereikt werd. Een seizoen later degradeerde de club weer na promotie-degradatie wedstrijden tegen Huracán de Tres Arroyos. In 2005 en 2009 slaagde de club er niet in via promotie-degradatie wedstrijden te promoveren. In 2011 werd Atlético de Rafaela andermaal kampioen in de Primera B Nacional en promoveerde weer naar de Primera División.
Naast het voetbal is de club ook bekend van het racecircuit Autódromo Ciudad de Rafaela waarop verschillende wedstrijden plaatsvinden.

## Erelijst
- Primera B Nacional

2003, 2011

## Bekende (oud-)spelers
- Carlos Bonet
- Alejandro Faurlín
- Ibrahim Sekagya